# Mexitrichia aries
Mexitrichia aries är en nattsländeart som beskrevs av Oliver S. Flint Jr. 1963. Mexitrichia aries ingår i släktet Mexitrichia och familjen stenhusnattsländor. Inga underarter finns listade i Catalogue of Life.